# Ceramica Cleopatra FC
Der Ceramica Cleopatra Football Club (arabisch: نادي سيراميكا كليوباترا لكرة القدم) ist ein ägyptischer Fußballverein mit Sitz in Giseh, der in der ägyptischen Premier League spielt. Der Verein gehört der ägyptischen Cleopatra Group.

## Geschichte
Der Verein wurde 2007 gegründet und stieg neun Jahre später in die zweitklassige Egyptian Second Division auf. Dort konnte man sich schnell etablieren und so gelang schon 2020 der Aufstieg in die Egyptian Premier League, der höchsten Spielklasse Ägyptens. Dort belegte man in der ersten Spielzeit den zehnten Platz.

## Erfolge
- Aufstieg in die Egyptian Premier League: 2020

## Stadion
Der Verein trägt seine Heimspiele der Egyptian Premier League im 35.000 Zuschauer fassenden Arab Contractors Stadium in Kairo aus.

## Bekannte Spieler
- Saleh Gomaa (2020–)
- Evans Mensah (2021–)